# Pink Pony Club
A Pink Pony Club Chappell Roan amerikai énekesnő 2020-as dala, amely az előadó 2023-as The Rise and Fall of a Midwest Princess című albumán szerepel. A dal a megjelenésekor széles körű elismerést kapott a kritikusoktól.

## Videóklip
A Griffin Stoddard által rendezett videóklipben Roan végigtáncolja a bárt egy strasszos, rojtos ruhában. Victoria Parker és Meatball drag queenek szintén megjelennek.[forrás?]

## Slágerlisták
| Slágerlista (2024)           | Legmagasabb pozíció |
| ---------------------------- | ------------------- |
| Ausztrália (ARIA)            | 68                  |
| Global 200 (Billboard)       | 50                  |
| Írország (IRMA)              | 23                  |
| Kanada (Canadian Hot 100)    | 44                  |
| US Billboard Hot 100         | 26                  |
| Új-Zéland (RMNZ Hot Singles) | 27                  |

## Fordítás
Ez a szócikk részben vagy egészben  a   Pink Pony Club című angol Wikipédia-szócikk ezen változatának fordításán alapul.  Az eredeti cikk szerkesztőit annak laptörténete sorolja fel. Ez a jelzés csupán a megfogalmazás eredetét és a szerzői jogokat jelzi, nem szolgál a cikkben szereplő információk forrásmegjelöléseként.